# Rachel Yakar
Répertoire
Le Couronnement de Poppée
Hippolyte et Aricie
Don Giovanni
Pelléas et Mélisande'
Rachel Yakar est une cantatrice française, née le 3 mars 1936 à Lyon (7e arr.) et morte le 24 juin 2023 à La Rochelle.

## Biographie
Rachel Yakar naît à Lyon le 3 mars 1936. 
Elle étudie le chant avec Germaine Lubin au Conservatoire de Paris, puis fait ses débuts en 1963 à Strasbourg avant d'intégrer la troupe du Deutsche Oper am Rhein à  Düsseldorf où elle restera près de vingt ans, se produisant dans des rôles aussi variés que Gilda (Rigoletto de Verdi), Antonia (Les Contes d'Hoffmann d'Offenbach), Liù (Turandot) et Mimi (La Bohème de Puccini), la Maréchale (Der Rosenkavalier  de Strauss), Marguerite (Faust de Gounod), Anne Trulove (The Rake's Progress de Stravinsky).
Rachel Yakar chante pour la première fois à l'Opéra de Paris en 1970 (Gilda, puis Micaëla dans Carmen de Bizet), prélude à une carrière internationale. Elle se produit notamment aux festivals de Bayreuth, Glyndebourne, Édimbourg, Salzbourg et à Covent Garden.
Elle interprète aussi bien les grands rôles du répertoire baroque (Poppée dans Le Couronnement de Poppée de Claudio Monteverdi, Aricie dans Hippolyte et Aricie de Jean-Philippe Rameau, Circé dans Scylla et Glaucus de Jean-Marie Leclair) que classique (Donna Elvira  dans Don Giovanni, la Comtesse dans Les Noces de Figaro et  Fiordiligi dans Così fan tutte de Wolfgang Amadeus Mozart) ou moderne (Mélisande dans Pelléas et Mélisande de Claude Debussy, Diane dans Les Aventures du roi Pausole d'Arthur Honegger, Jenufa dans Jenůfa de Leoš Janáček, Madame Lidoine dans Dialogues des carmélites de Francis Poulenc).
Elle chante également des œuvres religieuses (dont le Requiem de Mozart), des cantates (Clérambault) et des mélodies (Ravel, Fauré, Hahn, Bizet, Chabrier…).
En 1990, elle participe aux côtés du contreténor René Jacobs à la création du Studio Versailles-Opéra qui fut de 1990 à 1997 un département du Centre de musique baroque de Versailles, formant ainsi une nouvelle génération de chanteurs à l'opéra baroque. Elle a également été professeur de chant au Conservatoire national supérieur de musique et de danse de Paris, ayant entre autres comme élève Patricia Petibon.
Elle fait ses adieux à la scène en 1993 dans Phaëton (Climène) de Jean-Baptiste Lully, sous la direction de Marc Minkowski pour l'inauguration de l'Opéra de Lyon.
Rachel Yakar meurt le 24 juin 2023 à l'âge de 87 ans. Elle était mariée au ténor Michel Lecocq.